# San Valentino in Abruzzo Citeriore
San Valentino in Abruzzo Citeriore är en stad och kommun i provinsen Pescara, i regionen Abruzzo i Italien. Kommunen hade 1 904 invånare (2018) och gränsar till kommunerna Abbateggio, Bolognano, Caramanico Terme och Scafa.
San Valentino in Abruzzo Citeriore är en medeltida bergsby i Apenninerna, mindre än 40 kilometer från Adriatiska kusten. Den tycks vara identisk med marrucinernas stad Ceio.